# Nadia Björlin

Nadia Alexandra Björlin est une actrice américaine d'origine irano-suédoise née le 2 août 1980 à Newport. Elle est connue pour son rôle de Chloe Lane dans Des jours et des vies.

## Vie personnelle
Nadia Björlin a été fiancée à Daniel Sadek. Nadia a également fréquenté James Stevenson et  Brandon Beemer[réf. nécessaire].
Elle épouse le 15 mai 2015, l'entrepreneur Grant Turnbull. Ensemble ils ont un enfant né en mai 2016. Puis un autre enfant né en septembre 2017

## Filmographie
- Retrouvez ma fille! (I Know Where Lizzie Is) (2016) (TV)
- Les experts(2012) saison 12 épisode 18 (Crystal Hasselbeck)
- Divorce d'amour (2012)
- Venice the Series (2010)
- Mon oncle Charlie (2010)
- NCIS : Enquêtes spéciales (2010)
- 'Jack Rio (2008)
- 2007 : Redline : Natasha
- If I Had Known I Was a Genius (2007)
- Out of Practice (2006)
- Sex, Love and Secrets (2005)
- Jake in Progress (2005)
- Les sauvages (2004)
- The Marriage Undone (2002)
- Des jours et des vies (1999-2005, 2007-2011, 2013, 2015-2023)